# Calileptoneta
Calileptoneta là một chi nhện trong họ Leptonetidae.